# Neochodaeus frontalis
Neochodaeus frontalis es una especie de coleóptero de la familia Ochodaeidae.

## Distribución geográfica
Habita en Estados Unidos.